# Tadamon Sporting Club Sour
Il Tadamon Sporting Club Sour (in arabo نادي التضامن الرياضي صور‎?), meglio noto come Tadamon, è una società calcistica libanese con sede nella città di Tiro.
Fondato nel 1946, disputa le partite casalinghe allo stadio municipale di Tiro. Ha vinto una Coppa del Libano. 
Gioca contro il Salam Tiro il derby di Tiro e il derby del Sud con il Chabab Ghazieh.

## Palmarès

### Competizioni nazionali
- Coppa del Libano: 1

2000-2001
- Challenge Cup libanese: 2 (record)

2013, 2018
- Seconda Divisione: 1

2015-2016

### Altri piazzamenti
- Campionato libanese:

Secondo posto: 1991-1992
Terzo posto: 1997-1998, 1998-1999, 2001-2002